# Yetnebersh Nigussie
Yetnebersh Nigussie (Región de Amhara, 24 de enero de 1982) es una abogada y activista etíope, defensora de los derechos de las personas con discapacidad establecidos en la Convención Internacional sobre los Derechos de las Personas con Discapacidad.
En 2017, recibió el premio Premio Right Livelihood por "su trabajo inspirador en la promoción de los derechos y la inclusión de las personas con discapacidades, permitiéndoles desarrollar todo su potencial y cambiar mentalidades en nuestras sociedades".

## Trayectoria
Yetnebersh Nigussie perdió la vista a los 5 años. Creció en la Etiopía rural, donde los matrimonios prematuros eran habituales, pero debido a su discapacidad fue considerada no apta, librándose del casamiento.
Se licenció en derecho y obtuvo un máster en trabajo social en la Universidad de Adís Abeba. En la misma universidad, se matriculó en el Máster Ejecutivo en Gestión de la Paz y la Seguridad en África. Durante su etapa universitaria, fundó la Asociación de Mujeres Estudiantes y se convirtió en la presidenta del ala femenina de la Asociación Etíope de Ciegos, cargo que ejerció durante casi una década.
Ha sido activista en más de 20 organizaciones, no solo relacionadas con las personas con discapacidad, sino también con la promoción de la educación de las niñas o el movimiento contra el VIH/sida. Entre 2003 y 2007, fue presidenta de la Asociación Nacional Etíope del Ala de Mujeres Ciegas.
Fue una de las confundadoras del Centro Etíope para la Discapacidad y el Desarrollo (ECDD) para la aplicación de la Convención Internacional sobre los Derechos de las Personas con Discapacidad en Etiopía. Fue la creadora de la Academia Yetnebersh, una escuela para niños desfavorecidos en Addis Abeba.
En enero de 2016, Nigussie se convirtió en asesora sénior en materia de inclusión de la organización internacional para la discapacidad y el desarrollo Light for the World, de la que anteriormente había sido miembro de la Junta de Embajadores de la organización.
Además, Nigussie ha trabajado en la antigua Secretaría de Personas Discapacitadas de África, después conocida como Alianza Africana para la Discapacidad y en el Comité de Mujeres de la Unión Africana de Ciegos. También ha sido miembro del comité de gestión de proyectos de la FENAPD, Federación de Asociaciones Nacionales Etíopes de Personas con Discapacidad.

## Reconocimientos
Como activista contra el SIDA, Nigussie fue reconocida en 2003 con el premio AMANITARE (Asociación Africana para la Salud y los Derechos Sexuales y Reproductivos de las Mujeres y las Niñas), entregado en Johannesburgo, Sudáfrica por su labor de defensa de la educación de las niñas. El 7 de octubre de 2005, recibió el Premio individual por su coordinación de las actividades de prevención y control del VIH / SIDA, otorgado por la Administración de la Ciudad de Addis Abeba en colaboración con la Oficina de Prevención y Control del VIH / SIDA de Addis Abeba (HAPCO). Ese mismo año, fue nombrada también en la capital etíope como Mejor activista nacional contra el VIH / SIDA. 
En 2011, recibió el Premio World of Difference 100, otorgado por International Alliance for Women (TIAW) en Washington D. C. En 2015-16, recibió el premio a la mujer más influyente en los negocios y el gobierno de África en la categoría de bienestar.
En septiembre de 2017, Yetnebersh Nigussie fue nombrada ganadora conjunta del Premio Right Livelihood, considerado el "Premio Nobel alternativo", "por su trabajo inspirador que promueve los derechos y la inclusión de las personas con discapacidad, permitiéndoles desarrollar todo su potencial y mentalidades cambiantes en nuestras sociedades". También fueron premiados Jadijia Ismailova, Colin Gonsalves y el abogado ambiental estadounidense Robert Bilott. Al año siguiente, fue reconocida con el Premio Spirit of Helen Keller 2018.
Inspirada por ganar el premio Right Livelihood y el premio Spirit of Helen Keller, Yetnebersh Nigussie impulsó el 'Premio Her Abilities' junto con Light for the World para honrar a las mujeres con discapacidades que alcanzaron la grandeza en su vida y campo de trabajo.
En 2017, recibió el Right Livelihood Award, conocido como el Nobel Alternativo por su inspiradora labor en la lucha por los derechos de las personas con discapacidad.

## Publicaciones
- Nigussie, Yetnebersh (2006). The need for Legal Reform on the rights of Persons with Disabilities in Ethiopia, Universidad de Adís Abeba, Facultad de Derecho, Adís Abeba, Etiopía.
- Nigussie, Yetnebersh & Ransom, Bob (2008). UN Convention on the Rights of Persons with Disabilities: a Call for Action on Poverty, Lack of Access and Discrimination, ECDD, Adís Abeba, Etiopía.
- Nigussie, Yetnebersh (2009). Psychosocial Dimensions and Employability of Persons with Disabilities, Universidad de Adís Abeba, Escuela de Trabajo Social, Adís Abeba, Etiopía.